# Innocence Project
L’Innocence Project (« Projet Innocence ») est l'un des nombreux organismes à but non lucratif établis aux États-Unis, au Canada, au Royaume-Uni, en Australie et en Nouvelle-Zélande qui œuvrent à démontrer l'innocence de personnes condamnées par erreur en ayant recours à des contre-expertises fondées sur des tests ADN, invalidant d'anciennes théories ayant mené à l'inculpation et fondées à leur tour sur la seule base de témoignages, ou sur l'expertise de police scientifique (y compris d'anciens tests ADN). Il souhaite également une réforme du système de justice criminelle dans le but de réduire les erreurs judiciaires.

## Histoire
Affilié au Benjamin N. Cardozo School of Law de l'Université Yeshiva, l’Innocence Project est fondé par Barry Scheck et Peter J. Neufeld en 1992 à la suite d'une décision du département de la Justice des États-Unis et du Sénat des États-Unis qui ont fait date. Ils ont en effet la conviction que les témoins oculaires d'un crime se trompent dans plus de 70 % des condamnations. En 2003, l’Innocence Project devient une organisation de bienfaisance régie par le paragraphe 501(c)(3) du code fiscal des États-Unis, mais maintient de forts liens avec la Benjamin N. Cardozo School of Law.

## Activités
En plus de tenter de faire libérer des personnes condamnées par erreur aux États-Unis, l’Innocence Project fait des recherches et des plaidoyers dans les cas d'erreurs judiciaires. Au 23 janvier 2011, 266 personnes condamnées pour crimes graves aux États-Unis ont été libérées grâce à des tests ADN. Ces nouveaux tests effectués parfois des décennies après les inculpations venaient soit à l'encontre de théories élaborées sur la base de témoignages, soit invalidaient des expertises de police scientifique menées antérieurement, en particulier par le FBI qui fit l'objet d'une enquête interne sur les lacunes de ses expertises, enquête qui ne fut jamais publiée .
La plupart des prisonniers avaient été condamnés pour agression sexuelle, alors qu'environ 25 % étaient condamnés pour meurtre. Par exemple, James Bain, après 35 ans d'emprisonnement, est innocenté en décembre 2009 après un test d'empreinte génétique,. En juin 2010, Barry Gibbs reçoit 9,9 millions USD après une poursuite au civil contre la ville de New York ainsi que 1,9 million USD dans le cadre d'une entente à l'amiable avec l'État de New York vers la fin de 2009. Il avait été condamné à la suite d'une déposition sous contrainte menée par un policier à la solde de la mafia, le détective du NYPD Louis Eppolito.
Innocence Project s'est intéressé également aux Quatre de Norfolk. Ils ont plaidé coupables sous la menace de la peine de mort. Un cinquième homme a été confondu par son ADN.
Les succès du projet aurait donné des arguments aux gens opposés à la peine de mort aux États-Unis, mais l’Innocence Project a ses détracteurs. Par exemple, le juge John Roberts, président de la Cour suprême, estime que les officiers élus sont à même de mieux juger de la pertinence des tests ADN que des juges fédéraux. D'après lui, l'usage de cette technologie risque de bouleverser le système traditionnel de justice criminelle. [réf. souhaitée]Dans une opinion judiciaire, un autre juge estime que la science médico-légale présente de sérieuses lacunes.
L’Innocence Project est membre de l'Innocence Network (en) qui comprend plusieurs associations qui poursuivent des buts similaires aux États-Unis, au Canada, au Royaume-Uni, en Australie, en Nouvelle-Zélande et en Irlande. En Afrique du Sud, le Wits Justice Project poursuit des buts similaires et effectue des travaux en partenariat avec l’Innocence Project.